# Presnovek
Presnovek ali metabolit je intermediat ali produkt v procesu presnove. 
Presnovne poti sestojijo navadno iz niza encimsko kataliziranih reakcij, ki dajejo specifične produkte. Pri vsaki reakciji vstopa molekula - substrat, ki ga encim pretvori v produkt - metabolit. 
Vse presnovne poti imenujejomo s skupnim izrazom presnova (metabolizem). 
Primarni presnovki so neposredno vključeni v normalne fiziološke procese rasti, razvoja in razmnoževanja organizma.
Sekundarni presnovki niso fiziološko normalno prisotni, marveč nastanejo le pri vnosu določenih substanc, na primer antibiotikov in drugih zdravil.